# Franjo Sudar
Franjo Sudar (Brušane kraj Gospića, 23. ožujka 1903. - ?), hrvatski vojnik, pukovnik Ustaške vojnice.

## Životopis
Za vrijeme Kraljevine Jugoslavije službovao je kao dočasnik u vojsci. Nakon proglašenja NDH priključuje se Ustaškom pokretu.
Sredinom svibnja 1941. kao poručnik Ustaške vojnice odlazi iz Zagreba u Nevesinje gdje formira tabore i mjesne ustaške postrojbe, pri čemu mu je pomogao profesor Alija Šuljak. 3. lipnja 1941. ustaške snage pod njegovim zapovjedništvom su izvršile pokolj 27 civila u selu Drežnju što je uzrokovalo pobunu srpskog stanovništva. U srpnju je organizirao ustaški zdrug (brigadu) kojim je obranio grad od pobunjenika. Kao natporučnik i zapovjednik I. bojne Crne legije u svibnju 1941. vodio je borbe s partizanima i četnicima u istočnoj Bosni kod Han Pijeska, što mu je donijelo odlikovanje i promaknuće u čin bojnika. U rujnu 1943. postaje zapovjednik Crne legije tj. I. stajaćeg djelatnog zdruga. U studenom`1944. promaknut je u čin pukovnika.
U ožujku 1945. povjereno mu je zapovjedništvo 8. hrvatske divizije. Prilikom sloma NDH povlači se prema Austriji. Krajnja sudbina mu je nepoznata. Po partizanskom komesaru Milanu Basti, Sudar je zarobljen u svibnju 1945. u Sloveniji. Prema drugim navodima, bio je jedan od vođa Križara sredinom 1945.

## Odgovornost za zločine
Franjo Sudar je, kao vođa ustaša iz Fazlagića Kule, rukovodio masovnim uhićenjima i ubojstvima Srba na području Gacka u lipnju 1941. godine. Dana 23. lipnja vodio je ubojstvo 14 odraslih muških stanovnika Zborne Gomile i Međulića kod Avtovca. Također je rukovodio masovnim hapšenjem svih odraslih srpskih muškaraca u Gacku i Avtovcu, od kojih je 18 ubijeno na svirep način, a dio je kasnije transportiran u Nevesinje i tamo ubijen.